# Monte Pānīʻau
El monte Pānīʻau es un volcán en escudo ubicado en la isla hawaiana de Niʻihau. Tiene una elevación de 393 metros, por lo que es el punto más alto de la misma.
Además de ser el origen de la isla, uno de sus conos  de toba creó la isla de Lehua, ubicada al norte de Ni'ihau.